# Бутримовце
Бутримовце (пол. Butrymowce) — село в Польщі, у гміні Новий Двур Сокульського повіту Підляського воєводства.
Населення — 71 особа (2011).
У 1975-1998 роках село належало до Білостоцького воєводства.

## Демографія
Демографічна структура станом на 31 березня 2011 року:
|          | Загалом | Допрацездатний вік | Працездатний вік | Постпрацездатний вік |
| -------- | ------- | ------------------ | ---------------- | -------------------- |
| Чоловіки | 31      | 6                  | 17               | 8                    |
| Жінки    | 40      | 7                  | 19               | 14                   |
| Разом    | 71      | 13                 | 36               | 22                   |